# Shingo Arizono
Shingo Arizono (有薗 真吾 Arizono Shingo?, nacido el 4 de diciembre de 1985 en Kagoshima) es un futbolista japonés que se desempeña como defensa.

## Trayectoria

### Clubes
| Club                | País  | Año         |
| ------------------- | ----- | ----------- |
| Thespakusatsu Gunma | Japón | 2009 - 2015 |
| FC Machida Zelvia   | Japón | 2016        |
| Blaublitz Akita     | Japón | 2017        |
| Giravanz Kitakyushu | Japón | 2018 -      |

## Estadística de carrera

### J. League
| Club                | Año   | J. League | J. League | Copa J. League | Copa J. League | Total | Total |
| Club                | Año   | Part.     | Goles     | Part.          | Goles          | Part. | Goles |
| ------------------- | ----- | --------- | --------- | -------------- | -------------- | ----- | ----- |
| Thespa Kusatsu      | 2009  | 10        | 1         | -              | -              | 10    | 1     |
| Thespa Kusatsu      | 2010  | 14        | 0         | -              | -              | 14    | 0     |
| Thespa Kusatsu      | 2011  | 12        | 1         | -              | -              | 12    | 1     |
| Thespa Kusatsu      | 2012  | 13        | 0         | -              | -              | 13    | 0     |
| Thespakusatsu Gunma | 2013  | 18        | 1         | -              | -              | 18    | 1     |
| Thespakusatsu Gunma | 2014  | 11        | 0         | -              | -              | 11    | 0     |
| Thespakusatsu Gunma | 2015  | 19        | 0         | -              | -              | 19    | 0     |
| FC Machida Zelvia   | 2016  | 5         | 0         | -              | -              | 5     | 0     |
| Blaublitz Akita     | 2017  | 32        | 5         | -              | -              | 32    | 5     |
| Total               | Total | 134       | 8         | 0              | 0              | 134   | 8     |